# 8923 Yamakawa
8923 Yamakawa este un asteroid din centura principală de asteroizi.

## Descriere
8923 Yamakawa este un asteroid din centura principală de asteroizi. A fost descoperit pe 30 noiembrie 1996 la Ōizumi de Takao Kobayashi. El prezintă o orbită caracterizată de o semiaxă mare de 2,42 ua, o excentricitate de 0,14 și o înclinație de 1,6° în raport cu ecliptica.